# 7037 Davidlean
A 7037 Davidlean (ideiglenes jelöléssel 1995 BK3) a Naprendszer kisbolygóövében található aszteroida. Yoshisada Shimizu és Urata Takesi fedezte fel 1995. január 29-én.